# Nicci French
Nicci French er pseudonym for det engelske forfatter- og ægtepar Nicci Gerrard og Sean French.

## Nicci Gerrard
Nicci Gerrard blev født den 10. juni 1958.

## Sean French
Sean French blev født den 28. maj 1959 i Bristol

## Bøger på dansk under pseudonymet Nicci French
- Tilflugsstedet (The Safe House), 1998
- Dødelig besættelse (Killing Me Softly), 2000
- Under huden (Beneath the Skin, 2001
- Det røde værelse (The Red Room, 2002
- De levendes verden (Land of the Living), 2003
- Hemmelige smil (Secret Smile), 2005
- Blå mandag (Blue Monday), 2012